# Euphthiracarus bicarinatus
Euphthiracarus bicarinatus är en kvalsterart som först beskrevs av František Starý 1991.  Euphthiracarus bicarinatus ingår i släktet Euphthiracarus och familjen Euphthiracaridae. Inga underarter finns listade i Catalogue of Life.